# Chaetophiloscia hastata
Chaetophiloscia hastata là một loài chân đều trong họ Philosciidae. Loài này được Verhoeff miêu tả khoa học năm 1929.